# Stefan Komoß
Stefan Komoß (* 27. April 1964 in Karlsruhe) ist ein deutscher Politiker (SPD). Von 2011 bis 2016 war er im Berliner Bezirk Marzahn-Hellersdorf Bezirksbürgermeister und Bezirksstadtrat für Schule, Sport, Finanzen und Personal und von März 2009 bis April 2018 Kreisvorsitzender der SPD des Bezirks Marzahn-Hellersdorf. 

## Ausbildung, Beruf und Familie
Nachdem Stefan Komoß im Jahr 1983 sein Abitur in Ettlingen abgelegt hatte, studierte er in Mannheim Politische Wissenschaft, Öffentliches Recht, Mittlere und Neuere Geschichte. Im Jahr 1989 schloss er das Studium mit dem Magister artium ab.
Anschließend war er wissenschaftlicher Mitarbeiter eines Abgeordneten des Europäischen Parlaments. Vom Jahr 1990 an betätigte er sich als Dozent und Trainer beim privaten Bildungsträger Knowledge Gesellschaft für Wissenstransfer mbH, dessen Leitung und Geschäftsführung er von 1991 bis 2006 übernahm.
Nachdem er sein Amt als Bezirksbürgermeister von Marzahn-Hellersdorf im Jahr 2016 abgeben musste, gründete er die Unternehmensberatung Concept.
Komoß lebt seit 1996 in Berlin-Kaulsdorf, ist verheiratet und hat zwei Kinder. Er ist evangelisch.

## Politische Laufbahn

### Partei
Stefan Komoß ist seit dem Jahr 1989 Mitglied der SPD. Im Jahr 1990 wurde er zum Vorsitzenden der Abteilung 6 "Kaulsdorf- und Mahlsdorf-Nord" gewählt und gehört seit dem Jahr 2000 dem Kreisvorstand der SPD Marzahn-Hellersdorf an. Im März 2009 wurde er als Kreisvorsitzender der SPD Marzahn-Hellersdorf gewählt. Im April 2018 wurde er nicht wiedergewählt. Im Bundestagswahlkampf 2021 sprach sich Komoß öffentlich für die Wahl des Direktkandidaten der CDU im Bundestagswahlkreis Berlin-Marzahn – Hellersdorf aus.

### Öffentliche Ämter
Komoß war seit dem Jahr 2007 Bezirksstadtrat für Bildung, Kultur und Sport des Berliner Bezirks Marzahn-Hellersdorf und wurde im Juli 2008 stellvertretender Bezirksbürgermeister und Bezirksstadtrat für Schule, Sport und Finanzen, bevor er von der Bezirksverordnetenversammlung (BVV) Marzahn-Hellersdorf im Oktober 2011 zum Bezirksbürgermeister von Marzahn-Hellersdorf und Bezirksstadtrat für Schule, Sport, Finanzen und Personal gewählt wurde. Nach der Wahl zur BVV am 18. September 2016 verlor er sein Amt an Dagmar Pohle (Die Linke).
Komoß war in den Jahren 2011 bis 2016 Sprecher der SPD-regierten Bezirke im Rat der Bürgermeister.

## Mitgliedschaften
Komoß ist Mitglied in mehreren Organisationen:
- Kleingartenbeirat Marzahn-Hellersdorf (Vorsitzender)
- Aufsichtsrat der Berliner Bäder-Betriebe (stellvertretender Vorsitzender)
- Martinsverein (Mitglied)
- Städtepartnerschaftsverein (Mitglied)
- Verwaltungsrat Kita-Eigenbetrieb "Kindergärten NordOst” (Mitglied)
- Trägerversammlung Jobcenter Berlin Marzahn-Hellersdorf (Mitglied)